# Kamenná (kraj ołomuniecki)
Kamenná (niem. Steine) – gmina w Czechach, w powiecie Šumperk, w kraju ołomunieckim. Według danych z dnia 1 stycznia 2012 liczyła 537 mieszkańców.
Zobacz też:
- Kamenná